# 니폰노사우루스
니폰노사우루스(Nipponosaurus)는 중생대 백악기 후기(약 8,300만년 전~8,000만년 전)에 서식한 4족보행(때에 따라서는 2족보행)을 하는 초식공룡이다. '조반류'-'조각아목'-'하드로사우루스과'에 속한다. 학명의 의미는 "일본의 도마뱀"이다. 화석은 사할린섬(당시 행정 구역으로 가라후토청 도요사카에군 가와카미촌)의 미쓰이 광산 탄광시설내에 병원건설현장에서 발견되었다. 전체 몸 길이는 약 4m, 체중은 1t정도 나갔을 것으로 추정된다.